# Baie de la Concha
Pour les articles homonymes, voir Baie de Saint-Sébastien.

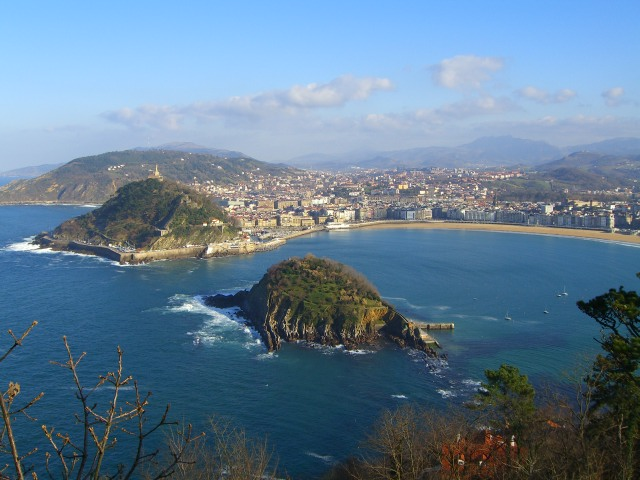
La baie de La Concha depuis le mont Igeldo

La baie de la Concha est une baie située dans la ville de Saint-Sébastien (Espagne). Comme l'indique son nom, elle a une forme de coquille, et possède deux plages, Ondarreta et La Concha) ainsi que l'île de Santa Clara.

## Origine géologique
La baie occupe l'espace compris entre les monts Igeldo, à l'ouest, et Urgull. Selon des études géologiques, la baie primitive s'étendait depuis le mont Igeldo jusqu'au mont Ulia, qui ferme la plage de Zurriola par l'est, puisque l'actuel mont Urgull a pu avoir été, très probablement, une île. De cette manière, la baie primitive, avec une ligne de plage de plus de 3 000 mètres de longueur, comprenait les trois plages de la ville et deux îles. Plus tard, et avec les sédiments accumulés dans l'embouchure de la rivière Urumea, s'est formé un petit isthme qui a uni l'île d'Urgull à la terre ferme, transformant celle-ci en mont. La baie actuelle s'est formée ainsi en donnant la forme d'une coquille et a été consolidée avec la construction de la promenade.

## Plages
La ligne de plage de la baie a une longueur approximative de 2 000 mètres, dont 1 400 correspondent à la plage de la Concha et les 600 restants à la plage d'Ondarreta. La distance approximative de la plage de la Concha à l'île de Santa Clara est d'un peu plus de 1 000 mètres. Étant donné leur configuration particulière, les eaux de la baie sont généralement maitrisées, bien que les changements de marée soient fréquents et affectent dans une grande mesure la largeur des plages, qui peuvent disparaître pendant des heures.

## Promenade du bord de mer
La promenade maritime qui touche la baie de la Concha est composée de plusieurs tronçons aux noms différents. En commençant par l'extrémité orientale, dans les flancs du mont Urgull, la promenade reçoit le nom de Paseo Nuevo. Ensuite la promenade fléchit par le petit port de pêche de la ville, et plus tard, à la hauteur du bâtiment de la mairie, commence le Paseo de la Concha (promenade la Concha), probablement le plus célèbre d'Espagne. Pendant cette promenade et jusqu'à la fin de la baie on trouve la célèbre "grille" (grille composée de balustres de bois, fer, bronze ou d'une autre matière, et des barandales qui les tiennent, utilisés communément pour les balcons, rampes) de la Concha, conçue par Juan Rafael Alday et installée dans les années 1910. Dans le paseo de la Concha on trouve les éléments architecturaux et d'ornement les plus importants de la promenade qui touche la baie : des réverbères caractéristiques situés au début de la descente à la plage la Concha, deux grandes horloges, les bâtiments de la station thermale de la Perla et la Real Casa de Baños (maison royale des bains). En allant vers l'ouest on atteint le Paseo de Miraconcha, qui finit dans le palais de Miramar. La promenade reçoit entre Miramar et le Peine du Viento le nom de Paseo d'Ondarreta, où se trouvent des jardins. La promenade maritime au bord de la baie finit avec l'ensemble sculptural du Peine del Viento, conçu par le sculpteur donostiarra (gentilé de Saint-Sébastien) Eduardo Chillida.

## Le Peine del viento

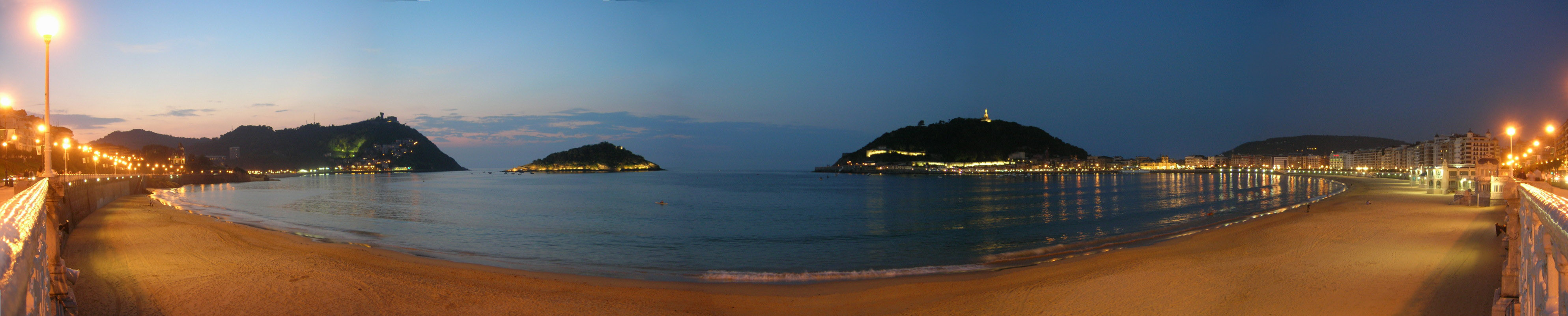
Vue nocturne de la Baie de la Kontxa

Le Peine del Viento XV (communément connu comme Peine del Viento ou le Peine du Viento, et erronément comme Peine de los Vientos) est un ensemble de sculptures d'Eduardo Chillida, probablement son œuvre la plus importante et connue.
Il est situé dans une extrémité de la baie de la Concha, à la fin de la plage d'Ondarreta. Il est composé de trois sculptures d'acier, marquetées dans des roches qui donnent sur la mer Cantabrique, et frappé par les vagues.
Chillida a continué à travailler la série Peine du Viento, qui coïncide dans l'aspect formel avec sa collection d'Estelas, et particulièrement, avec celles consacrées à Picasso, Allende et Neruda.
L'œuvre a été terminée en 1976. Outre les sculptures, on a préparé une zone aux alentours de ces dernières avec des sorties air et mer qui sont balayées par les vagues qui s'écrasent contre les roches et les sculptures.

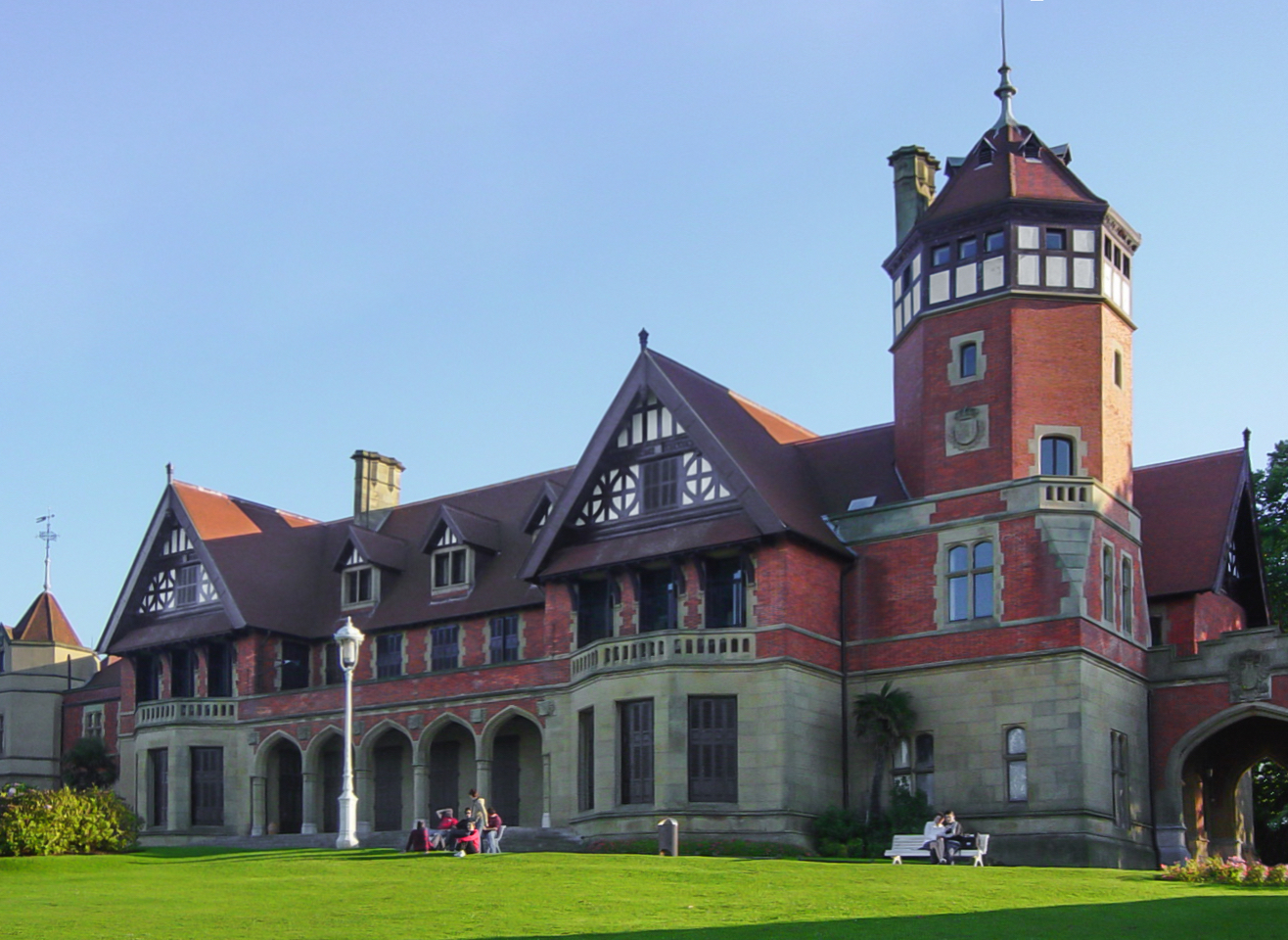
Le palais de Miramar.
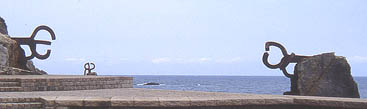
Le Peigne de vent d'Eduardo Chillida.
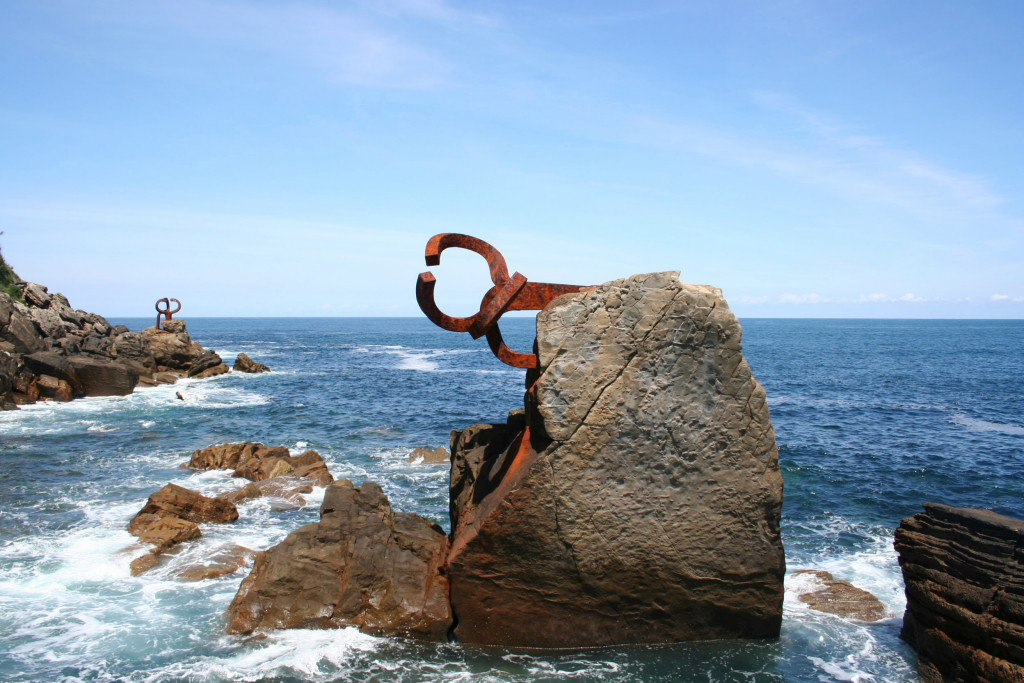
Autre perspective du Peigne de vent.